# Міжштатна автомагістраль 205 (Орегон–Вашингтон)
Міжштатна автомагістраль (I-205) — допоміжна міжштатна автомагістраль у столичному районі Портленда штатів Орегон і Вашингтон, США. Автострада з півночі на південь служить об’їзним маршрутом I-5 уздовж східної сторони Портленда, штат Орегон, і Ванкувера, штат Вашингтон. Перетинає кілька основних магістралей і обслуговує міжнародний аеропорт Портленда.
Автострада становить 60 км завдовжки та сполучається з I-5 на обох своїх кінцях; на півдні в Туалатіні, штат Орегон, і на півночі в Салмон-Крік, штат Вашингтон. I-205 названо Меморіальним шосе ветеранів і шосе № 64 Східного Портленда в Орегоні. Від Орегон-Сіті до Ванкувера паралельно цьому коридору проходить багатофункціональна велосипедна та пішохідна доріжка, а також частини системи MAX Light Rail між Клакамасом і північно-східним Портлендом.
Опис маршруту
I-205 функціонує в основному як об'їзна дорога I-5 у столичному районі Портленда та обслуговує Ванкувер, Вашингтон, і східні приміські райони Портленда, Орегон. Внесена до списку Національної системи автомобільних доріг, яка визначає маршрути, важливі для національної економіки, оборони та мобільності, а штат Вашингтон визнає її магістраллю державного значення. Орегонська частина I-205 позначена як східно-портлендська автомагістраль № 64 у системі автомобільних доріг штату. У 2000 році частина штату Орегон була визначена законодавчим органом штату як Меморіальне шосе ветеранів, і з того часу використовується для щорічного конвою автомобілів на відзначення Дня ветеранів.